# Nanyang (köpinghuvudort i Kina, Hubei Sheng, lat 31,31, long 110,67)
Nanyang (kinesiska: 南阳, 南阳镇) är en köpinghuvudort i Kina. Den ligger i provinsen Hubei, i den centrala delen av landet, omkring 350 kilometer väster om provinshuvudstaden Wuhan. Antalet invånare är 11 195. Befolkningen består av 5 335 kvinnor och 5 860 män. Barn under 15 år utgör 8,0 %, vuxna 15-64 år 78 %, och äldre över 65 år 13,0 %.
Runt Nanyang är det ganska tätbefolkat, med 78 invånare per kvadratkilometer. Närmaste större samhälle är Gaoyang, 12,8 km sydost om Nanyang. I omgivningarna runt Nanyang växer i huvudsak blandskog.
Genomsnittlig årsnederbörd är 1 307 millimeter. Den regnigaste månaden är augusti, med i genomsnitt 236 mm nederbörd, och den torraste är december, med 14 mm nederbörd.